# Сфермион
В физике элементарных частиц, сфермио́ны (англ. sfermions) — гипотетические скалярные (т.е. имеющие нулевой спин) частицы, суперпартнёры ассоциированных с ними фермионов Стандартной модели, предсказываемые в теориях суперсимметрии (SUSY), которые являются расширениями Стандартной модели. Префикс «с-» (англ. «s-») взят от слова «скалярный» («scalar»), поскольку суперсимметрия связывает фундаментальные фермионы Стандартной модели, имеющие спин 1/2 (кварки и лептоны), со скалярными бозонами. Калибровочные заряды (электрический заряд, цветовой заряд, слабый изоспин) у сфермионов те же, что и у сопряжённых им фермионов. Могут быть продуктом распада бозона Хиггса. Сфермионы не обладают спиральностью, поэтому у левой и правой версии фермиона отдельный сфермион. В рамках самых простых моделей суперсимметрии массы всех сфермионов равны на масштабе нарушения суперсимметрии, а потом расходятся в соответствии с уравнениями ренормгруппы при более низких энергиях.
В ненарушенной суперсимметрии сопряжённые частицы имели бы одинаковые массы. Очевидно, в реальном мире это не так, иначе мы бы легко наблюдали, например, сэлектроны (суперпартнёры электрона), которые рождались бы на ускорителях и в космических лучах уже при энергиях в несколько МэВ. Отсутствие таких наблюдений означает, что, если суперсимметрия существует, то она сильно нарушена, в результате чего счастицы (и, в частности, сфермионы) обладают массами намного выше масс их партнёров из Стандартной модели. Диапазон масс SUSY-частиц должен быть выше или сравним с энергиями, достижимыми на наиболее мощных современных ускорителях, таких как Большой адронный коллайдер.

## Фундаментальные сфермионы

### Скварки
Скварки являются суперпартнёрами кварков. Эта группа включает верхний скварк, нижний скварк, очарованный скварк, странный скварк, истинный скварк (стоп-кварк) и прелестный скварк.
| Скварк             | Символ                       | Ассоциированный кварк | Символ            |
| ------------------ | ---------------------------- | --------------------- | ----------------- |
| Первое поколение   |                              |                       |                   |
| Верхний скварк     | {\displaystyle {\tilde {u}}} | Верхний кварк         | {\displaystyle u} |
| Нижний скварк      | {\displaystyle {\tilde {d}}} | Нижний кварк          | {\displaystyle d} |
| Второе поколение   |                              |                       |                   |
| Очарованный скварк | {\displaystyle {\tilde {c}}} | Очарованный кварк     | {\displaystyle c} |
| Странный скварк    | {\displaystyle {\tilde {s}}} | Странный кварк        | {\displaystyle s} |
| Третье поколение   |                              |                       |                   |
| Истинный скварк    | {\displaystyle {\tilde {t}}} | Истинный кварк        | {\displaystyle t} |
| Прелестный скварк  | {\displaystyle {\tilde {b}}} | Прелестный кварк      | {\displaystyle b} |

### Слептоны
Слептоны — суперпартнёры лептонов. Эта группа включает в себя сэлектрон, смюон, стау-лептон и типы снейтрино.
| Слептон               | Символ                                  | Ассоциированный лептон | Символ                       |
| --------------------- | --------------------------------------- | ---------------------- | ---------------------------- |
| Первое поколение      |                                         |                        |                              |
| Сэлектрон             | {\displaystyle {\tilde {e}}}            | Электрон               | {\displaystyle e}            |
| электронное снейтрино | {\displaystyle {\tilde {\nu }}_{e}}     | Электронное нейтрино   | {\displaystyle \nu _{e}}     |
| Второе поколение      |                                         |                        |                              |
| Смюон                 | {\displaystyle {\tilde {\mu }}}         | Мюон                   | {\displaystyle \mu }         |
| мюонное снейтрино     | {\displaystyle {\tilde {\nu }}_{\mu }}  | Мюонное нейтрино       | {\displaystyle \nu _{\mu }}  |
| Третье поколение      |                                         |                        |                              |
| Стау-лептон           | {\displaystyle {\tilde {\tau }}}        | Тау-лептон             | {\displaystyle \tau }        |
| тау-снейтрино         | {\displaystyle {\tilde {\nu }}_{\tau }} | Тау-нейтрино           | {\displaystyle \nu _{\tau }} |